# Hendrik de Fromantiou

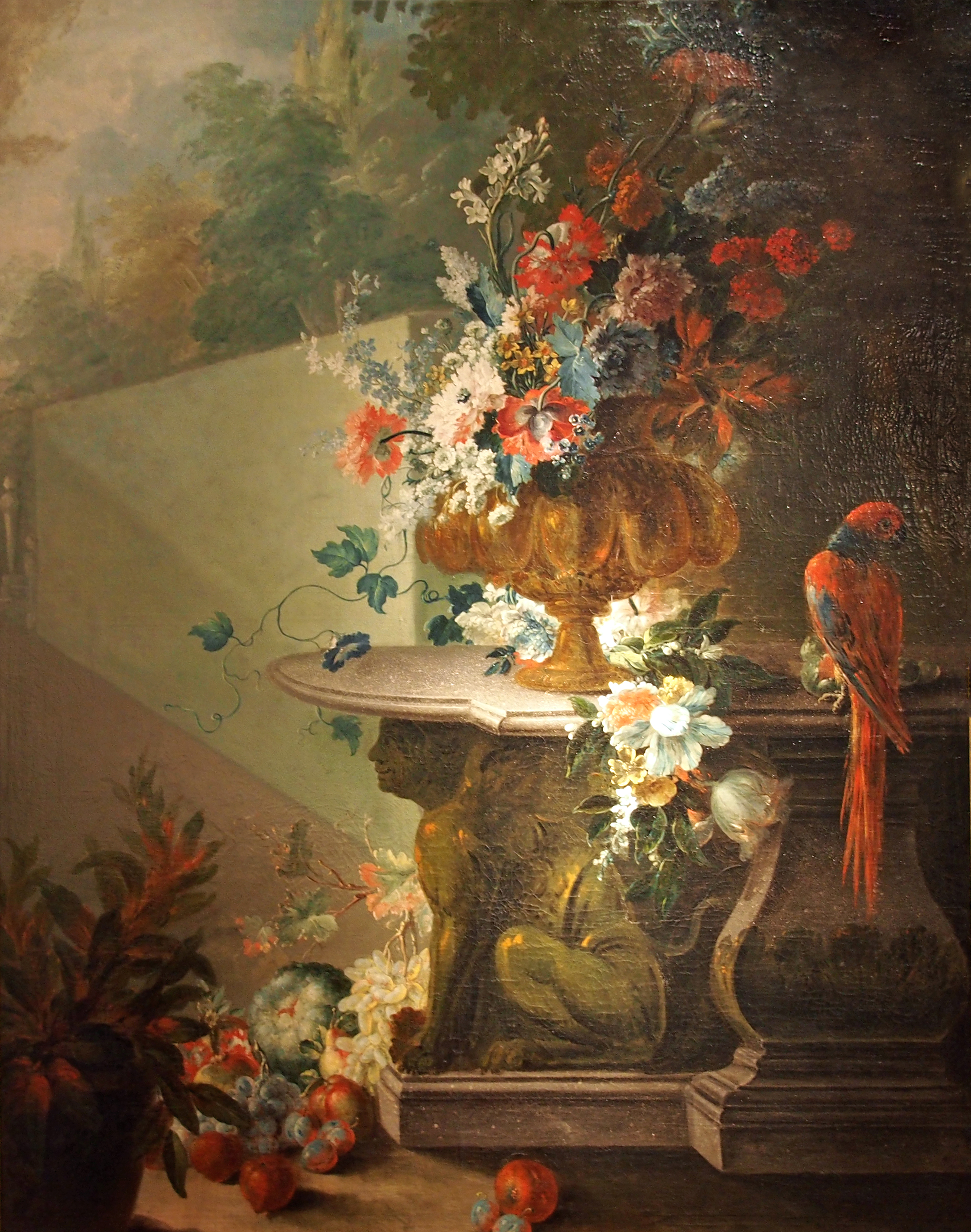
Stillleben „Blumen, Früchte und ein Papagei an einem Tisch“

Hendrik de Fromantiou (* 1633/34 oder 1640 in Maastricht; † 1694 in Potsdam) war niederländischer Maler.
Fromantiou war wohl zunächst in Haarlem tätig und kultivierte das Stillleben (tote Vögel, Gemüse und Früchte) bei reicher koloristischer Begabung. Wurde 1670 als Hofmaler an den Hof des Großen Kurfürsten Friedrich Wilhelm (Brandenburg) nach Berlin bzw. Potsdam berufen. Er ist für diesen des Öfteren als Agent im Ausland auf Reisen gewesen. War in erster Ehe mit Ludowica geb. Wouwerman, Tochter von Philips Wouwerman, verheiratet, in zweiter Ehe mit Johanna geb. Blankert. Seine Gemälde sind selten. Ein Tierstillleben mit einem toten Rebhuhn in einer Mauernische befand sich im königlichen Schloss zu Berlin.